# خوسيه لويس فلوريس منديز
خوسيه لويس فلوريس منديز (بالإسبانية: José Luis Flores Méndez)‏ هو سياسي مكسيكي، ولد في 28 أبريل 1956 في المكسيك. انتخب عضو مجلس النواب المكسيك.